# Timeo hominem unius libri

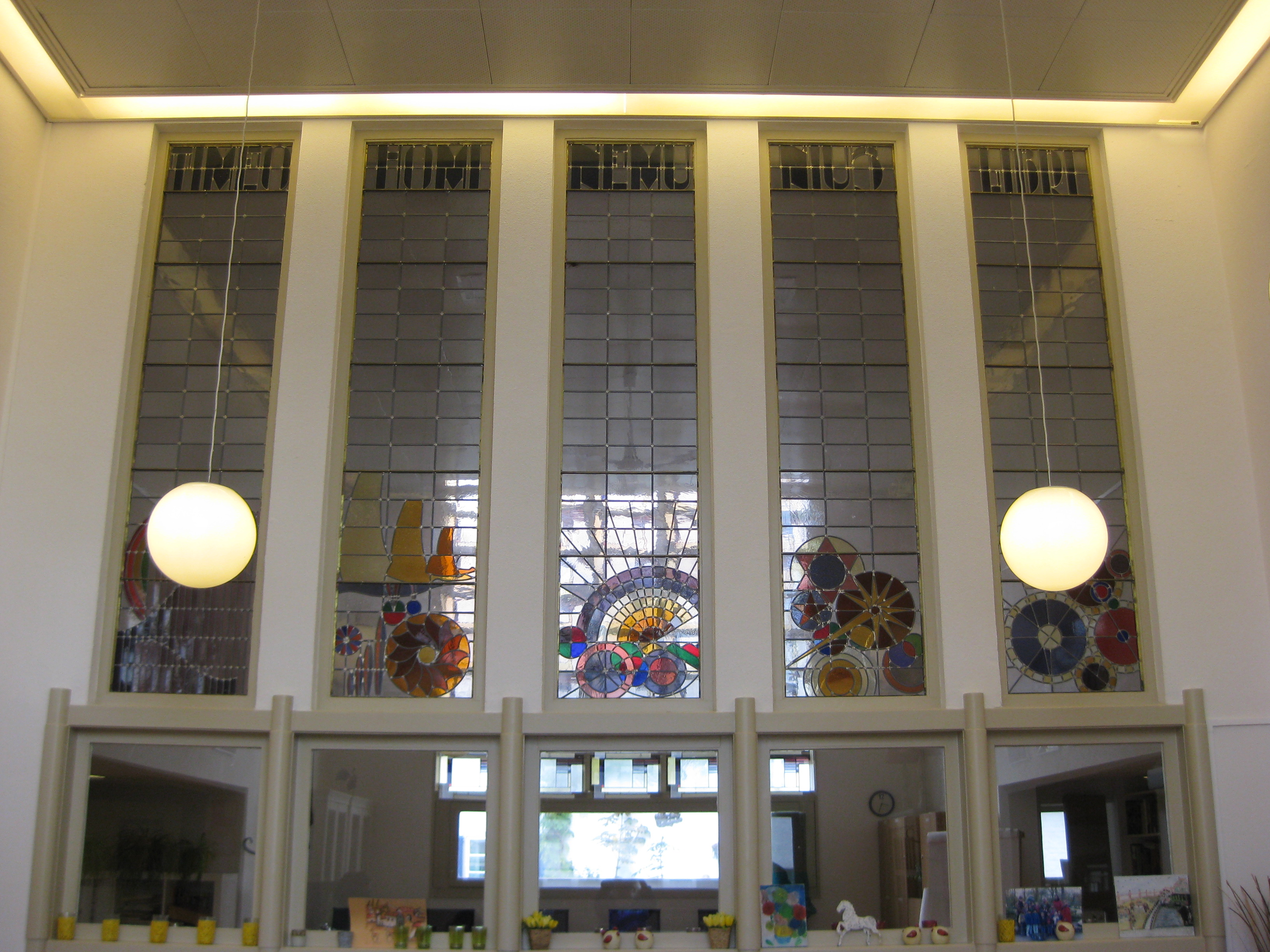

Timeo lectorem unius libri o Timeo hominem unius libri (letteralmente “Temo l'uomo di un solo libro” o "Temo il lettore di un solo libro"; manca la fonte) è una locuzione latina attribuita a Tommaso d'Aquino e può significare due distinti messaggi: «Meglio studiare solo un argomento (libro) in modo approfondito, piuttosto che tanti, ma superficialmente»: da qui il temere come riconoscimento di un interlocutore preparato su un dato argomento.
Più spesso il motto è invece visto come una critica a chi si limita ad una sola fonte di conoscenza o ha un'erudizione limitata, nel significato di: «Diffido di chi ha letto un solo libro». La vastità di conoscenze e la pluralità delle fonti di Tommaso d'Aquino fa propendere per questa seconda interpretazione come più vicina al senso originale della frase (specie se il "solo libro" è un testo sacro non corredato da erudizione generale).
Volendo considerare il primo significato, numerosi scrittori concordano con esso:
(Ugo Foscolo, lirica a Vincenzo Monti.)
(Alessandro Manzoni, introduzione ai Promessi Sposi.)
partorì cose stupende

quando l'uomo ebbe tra mano

meno libri e più facende.»
(Giuseppe Giusti, epigramma a Gino Capponi.)
Altri autori invece considerano il secondo:
(Giacomo Casanova, Memorie)